# Phenacogrammus aurantiacus
Phenacogrammus aurantiacus és una espècie de peix d'aigua dolça de la família dels alèstids i de l'ordre dels caraciformes. Va ser descrit pel zoòleg francès Jacques Pellegrin el 1930.

## Morfologia
- Els adults poden assolir fins a 10 cm de longitud total.[2]

## Hàbitat
És un peix d'aigua dolça i de clima tropical.

## Distribució geogràfica
Es troba a Àfrica a la conca del riu Congo: el Gabon, la República del Congo i la República Democràtica del Congo.